# Omablatt

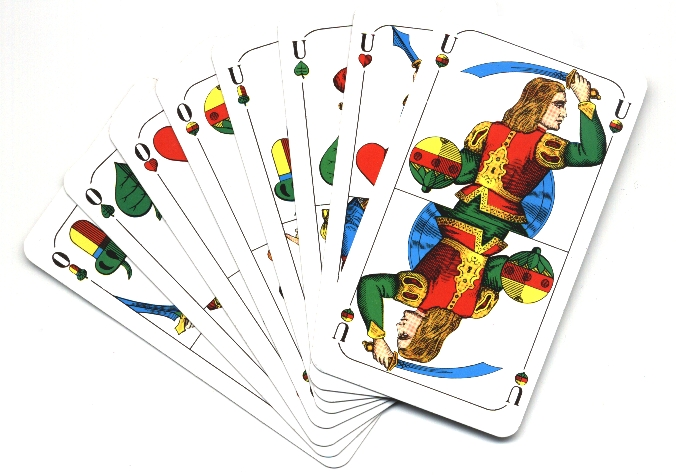
Der Sie, das Omablatt im Schafkopf.

Ein Omablatt oder kurz Oma beim Kartenspiel ist umgangssprachlich ein sehr gutes Blatt, das zum sicheren Gewinn führt.

## Begriff
Der Begriff ist negativ besetzt, da ein Omablatt kein Können des Spielers erfordert, sondern reines Glück ist.
Der Begriff ist unabhängig vom Kartenspiel und wird z. B. beim Rommé, Skat, Doppelkopf oder Canasta verwendet. Das Blatt reicht dann in der Regel zum Gewinn eines Solos.

## Herkunft
Die Herkunft des Begriffes rührt wahrscheinlich daher, dass man oft bei Spielen die vier Spieler erfordern (z. B. Schafkopf), man aber nur zu dritt ist, damit behilft, dass man mit Oma spielt. Oma bedeutet dabei, dass ein fiktiver vierter Spieler mitspielt. Dieser ist die Oma und es wird einfach bei jedem Stich die oberste Karte des Omastapels in den Stich dazugegeben, ohne dass für die „verkalkte“ Oma irgendwelche Bekennregeln gelten. Eine andere – einfachere – Erklärung sagt aus, dass mit einem Omablatt „jede Oma“ (selbst ohne Kenntnis jeglicher Strategie) gewinnen würde.